# 라 캄파넬라
《라 캄파넬라 올림 사단조》(이탈리아어: La Campanella,  작은 종)는 니콜로 파가니니가 1838년에 작곡하고 1851년에 개정한 바 있는 《파가니니에 의한 대연습곡》(S. 141)에 들어 있는 여섯 개의 연습곡 가운데 세 번째다. 니콜로 파가니니의 《바이올린 협주곡 2번 나단조》의 마지막 론도 악장의 주제를 기반으로 한다. 그에 따라 난이도 조절이 3번 있었는데, 이유는 당대 최고의 연주자들도 사람이 칠수 없다며 혹평한 사유였다.
리스트는 이미 이 주제를 1831년부터 1832년 사이에 작곡했던 변주곡 〈파가니니의 '작은 종'에 따른 화려한 대환상곡 나단조〉에서 사용했었는데, 그 뒤 곡을 개정하면서 〈《파가니니 초월 연주 연습곡》(S. 140) 중 3번 내림 가단조〉로 이름붙였다(《초절기교 연습곡》(S. 139)와는 다름). 이 개정본에는 파가니니의 《바이올린 협주곡 2번》의 '작은 종' 주제뿐만 아니라 《바이올린 협주곡 1번 작품번호 6》 가운데  3악장의 제1주제도 나온다. 따라서 이도 오른손과 왼손의 오랜 숙련도와 더불어 극악의 난이도를 자랑하였으나 음악성이 부족하였기에 마지막으로 개정하여 오늘날의 곡 파가니니에 의한 초월연주 대 환상곡의 3번 곡, 라 캄파넬라가 되었다. 오늘날 널리 출판되고 연주되는 최종 개정본인 《파가니니 대연습곡》은 이명동음조인 올림사단조로 되어 있다.
이 연습곡은 활기찬 속도로 연주되며, 한 옥타브가 넘게 차이나는, 심지어는 알레그로 빠르기로 16분음 안에 두 옥타브 차이가 나는 음을 연주하는 경우도 있는 등 오른손의 도약을 연습할 수 있게 한다. 전체적으로, 도약에 있어서 오른손과 오른 손가락의 민첩성 및 정확성을 향상시키기 위한 연습곡이다. 곡의 앞부분에는 15도의 도약이 자주 등장하며, 30번에서 32번째 소절 즈음에 16도의 도약이 두 번 등장한다. 한편, 왼손도 오른손보다 더 큰 네 번의 도약을 연주해야 하는데, 예를 들어, Più mosso 이후 일곱 번째 소절에서 왼손은 세 옥타브보다 반음정 낮은 간격의 도약을 16분음으로 연주해야 한다. 이 연습곡에는 도약 외에도 약지와 새끼손가락의 트릴과 같은 어려운 기술을 연습할 수 있다. 연주자들은 손가락의 힘과 지구력을 위해서 약지와 새끼손가락의 트릴을 최소화하고 중지와 약지로 대신 연주하는 경우도 있다.
이 작품은 페루초 부소니와 같은 다른 작곡자들이 편곡 작품을 쓰는 데 동기가 되었다.

## 대중매체에서의 사용
- 이 곡은 1996년에 개봉한 영화 《샤인》에서 두 번 등장한다. (한 번은 변주곡으로 연주됨)
- 1993년에 개봉한 영화 《더 크러쉬》에서 대리언이 이 곡을 연주한다.
- 이 곡은 마코토 이시키의 만화 《피아노의 숲》의 제9권에서 슈헤이가 카이의 연주를 통해 슬럼프를 극복하는 계기가 되는 곡이다.
- 이 곡은 게임 《DJMAX TECHNIKA 2》와 《DJMAX TECHNIKA 3》에 스테이지 2의 곡으로도 추가되었다. 또한 《beatmania IIDX 20 Tricoro》에 wac과 L.E.D.의 리믹스가 〈Thor's Hammer〉라는 제목으로 추가되었다.
- 이 곡은 일본의 드라마 《노다메 칸타빌레》 5화의 회상 장면에 나온다.
- 이 곡은 대한민국의 시사 교양 프로그램인 《역사저널 그날》 몇몇 회차에서 닫는 노래(엔딩곡)로 쓰인 적이 있다(412, 429회 등).
- 이 곡은 대한민국에서 2007년에 개봉된 영화 《7급 공무원》에서 레스토랑의 배경음악으로 쓰였다.